# キャヴァルリーマン
キャヴァルリーマン (Cavalryman) は、イギリスに生まれ、フランス・イギリスで調教を受けた競走馬である。主な勝ち鞍は2009年のパリ大賞典。日本語ではキャバルリーマンと表記されることもある。

## 戦績

### 2歳・3歳時代（2008年・2009年）
2008年9月7日のデビュー戦は4着。次走、10月10日のレースで初勝利を挙げる。
2009年は3月29日、準重賞のフランソワマテ賞で始動し4着。続く5月12日のグレフュール賞で、同厩舎で後にガネー賞を勝つカットラスベイの2着に好走すると、6月1日には準重賞のマッチェム賞を6馬身差で圧勝する。その後、7月14日のパリ大賞典へ駒を進め、レースでは2番人気に支持される。レースでは馬群の中団よりやや後ろ目に控え、フォルスストレートで徐々に進出すると、最後の直線で粘るエイジオブアクエリアスを振り落として優勝した。その後一時休養を経て、9月13日のニエル賞にも勝利した。そして10月4日の凱旋門賞ではシーザスターズの3着に入った。この後、フランスのアンドレ・ファーブル厩舎から、イギリスのサイード・ビン・スルール厩舎に移籍した。

### 4歳時代（2010年）
2010年初戦はドバイに遠征し、3月4日のマクトゥームチャレンジラウンド3に出走したが、見せ場なくレッドディザイアの7着に敗れた。続く3月27日のドバイシーマクラシック、6月4日のコロネーションカップでは共に5着に敗れた。6月16日のプリンスオブウェールズステークスでは12着と大敗。8月17日のインターナショナルステークスは4着に敗れた。ドイツに遠征した9月5日のバーデン大賞では、1番人気に推されたが3着。10月3日の凱旋門賞（9位入線8着）を挟み、10月17日のジョッキークラブ大賞も1番人気に推されたが3着に敗れた。

### 5歳時代（2011年）
2011年初戦は5月26日のブリガディアジェラードステークスに出走したが4着。続く6月25日のフレッドアーチャーステークスは2着。ベルリン大賞とラインラントポカルは殿負けを喫した。10月23日のロワイヤルオーク賞では5着。

### 6歳時代（2012年）
2012年初戦はドバイに遠征し、3月10日のドバイシティーオブゴールドに出走し2着。続く3月31日のドバイシーマクラシックでは7着に敗れた。6歳時は7戦2勝の成績だった。

### 7歳時代（2013年）
この年は5戦して1勝している。

### 8歳時代（2014年）
この年は5戦して3勝している。

### 9歳時代（2015年）
ナドアルシバトロフィーに出走したが、故障発生し競走中止、予後不良となった。

### 競走成績
| 出走日     | 競馬場           | 競走名                  | 格   | 距離     | 着順 | 騎手             | 着差      | 1着（2着）馬        |
| ---------- | ---------------- | ----------------------- | ---- | -------- | ---- | ---------------- | --------- | ------------------- |
| 2008.09.07 | ロンシャン       | フォンテノワ賞          |      | 芝1600m  | 4着  | M.ギュイヨン     | 1/2馬身   | Stormy Weather      |
| 2008.10.10 | サンクルー       | エセルスタン賞          |      | 芝1600m  | 1着  | M.ギュイヨン     | 2馬身     | (Therefore)         |
| 2009.03.29 | サンクルー       | フランソワマテ賞        | 準重 | 芝2000m  | 4着  | M.ギュイヨン     | 1 1/2馬身 | Allybar             |
| 2009.05.12 | サンクルー       | グレフュール賞          | G2   | 芝2400m  | 2着  | J.ヴィクトワール | 1/2馬身   | Cutlass Bay         |
| 2009.06.01 | サンクルー       | マッチェム賞            | 準重 | 芝2000m  | 1着  | M.ギュイヨン     | 6馬身     | (Cirrus des Aigles) |
| 2009.07.14 | ロンシャン       | パリ大賞典              | G1   | 芝2400m  | 1着  | M.ギュイヨン     | 1 1/2馬身 | (Age of Aquarius)   |
| 2009.09.13 | ロンシャン       | ニエル賞                | G2   | 芝2400m  | 1着  | L.デットーリ     | 1/2馬身   | (Beheshtam)         |
| 2009.10.04 | ロンシャン       | 凱旋門賞                | G1   | 芝2400m  | 3着  | L.デットーリ     | 2 1/4馬身 | Sea the Stars       |
| 2010.03.04 | メイダン         | マクトゥームチャレンジ3 | G2   | AW2000m  | 7着  | L.デットーリ     | 3馬身     | Red Desire          |
| 2010.03.27 | メイダン         | ドバイシーマクラシック  | G1   | 芝2410m  | 5着  | L.デットーリ     | 3 1/4馬身 | Dar Re Mi           |
| 2010.06.04 | エプソム         | コロネーションC         | G1   | 芝12f10y | 5着  | L.デットーリ     | 5 1/4馬身 | Fame and Glory      |
| 2010.06.16 | アスコット       | プリンスオブウェールズS | G1   | 芝10f    | 12着 | L.デットーリ     | 25馬身    | Byword              |
| 2010.08.17 | ヨーク           | インターナショナルS     | G1   | 芝10f88y | 4着  | L.デットーリ     | 5 1/4馬身 | Rip Van Winkle      |
| 2010.09.05 | バーデンバーデン | バーデン大賞            | G1   | 芝2400m  | 3着  | L.デットーリ     | 3 1/2馬身 | Night Magic         |
| 2010.10.03 | ロンシャン       | 凱旋門賞                | G1   | 芝2400m  | 8着  | L.デットーリ     | 7 1/2馬身 | Workforce           |
| 2010.10.17 | サンシーロ       | ジョッキークラブ大賞    | G1   | 芝2400m  | 3着  | L.デットーリ     | 6 1/2馬身 | Rainbow Peak        |

## 血統表
| キャヴァルリーマンの血統(エタン系) | キャヴァルリーマンの血統(エタン系) | キャヴァルリーマンの血統(エタン系) | （血統表の出典） | （血統表の出典） |
| 父 Halling                         | 父の父Diesis 1980 栗毛             | Sharpen Up                         | エタン           | エタン           |
| 父 Halling                         | 父の父Diesis 1980 栗毛             | Sharpen Up                         | Rocchetta        |                  |
| 父 Halling                         | 父の父Diesis 1980 栗毛             | Doubly Sure                        | Reliance         | Reliance         |
| 父 Halling                         | 父の父Diesis 1980 栗毛             | Doubly Sure                        | Soft Angels      |                  |
| 父 Halling                         | 父の母Dance Machine                | Green Dancer                       | Nijinsky         | Nijinsky         |
| 父 Halling                         | 父の母Dance Machine                | Green Dancer                       | Green Valley     |                  |
| 父 Halling                         | 父の母Dance Machine                | Never a Lady                       | Pontifex         | Pontifex         |
| 父 Halling                         | 父の母Dance Machine                | Never a Lady                       | Camogie          |                  |
| 母 Silversword                     | 母の父Highest Honor 1983 芦毛      | Kenmare                            | Kalamoun         | Kalamoun         |
| 母 Silversword                     | 母の父Highest Honor 1983 芦毛      | Kenmare                            | Belle of Ireland |                  |
| 母 Silversword                     | 母の父Highest Honor 1983 芦毛      | High River                         | Riverman         | Riverman         |
| 母 Silversword                     | 母の父Highest Honor 1983 芦毛      | High River                         | Hairbrush        |                  |
| 母 Silversword                     | 母の母Silver Cobra                 | Silver Hawk                        | Roberto          | Roberto          |
| 母 Silversword                     | 母の母Silver Cobra                 | Silver Hawk                        | Gris Vitesse     |                  |
| 母 Silversword                     | 母の母Silver Cobra                 | Copperhead                         | Hawaii           | Hawaii           |
| 母 Silversword                     | 母の母Silver Cobra                 | Copperhead                         | Basin            |                  |

- 祖母Silver Cobraの全弟シルヴァーエンディングはペガサスHなどの勝ち馬で、本邦輸入種牡馬。